# Bâtiments du Manège
Le bâtiment du manège était un ancien bâtiment militaire sous Napoléon III à Versailles, France. Il fut démoli en 1988 à l’exception de son portail resté sur l’Avenue du Général-de-Gaulle.
Un complexe commercial et hôtelier appelé « les Manèges » fut inauguré en 1991 sur son emplacement.

## Localisation
Les Manèges sont situés 8 avenue du Général-de-Gaulle à Versailles, en France.

## Histoire
En 1854, une caserne d’artillerie fut construite par Charles-Auguste Questel, dont le grand portail se trouve au 2bis, avenue de Paris.
En 1855, le manège pour la caserne fut construit et l’on trouve le portail sur l’avenue du Général-de-Gaulle.
À partir de 1850, la Petite Écurie recevait déjà la base aérienne, puis dès 1854, la Grande Écurie était aussi occupée par l’armée.
En 1988, la caserne et le manège furent détruits pour construire un complexe commercial et hôtelier appelé « les Manèges ».
Le portail de la caserne a été conservé et sert d’entrée principale pour un hôtel de luxe.
Le portail du manège est devenu une entrée symbolique de l’arcade commerciale, avec l’enseigne « Les Manèges » sur son tympan.
Dans la même année, les deux portails ainsi que celui de la maréchalerie qui se situe derrière eux, font l'objet d'un classement au titre des  monuments historiques.

## Architecture
- Sur l’arche du portail de la caserne, les motifs de canons, des couronnes, les « LN » pour Louis-Napoléon Bonaparte ainsi que les « N » de Napoléon illustrent son origine.

- Le portail du manège a une tête de cheval.  Il est moins décoratif et plus petit que le portail de la caserne.

- L’ensemble du manège et la caserne était encadré par l’avenue du Général-de-Gaulle et l’avenue de Paris.  Cet emplacement est totalement aménagé pour le complexe commercial et hôtelier.

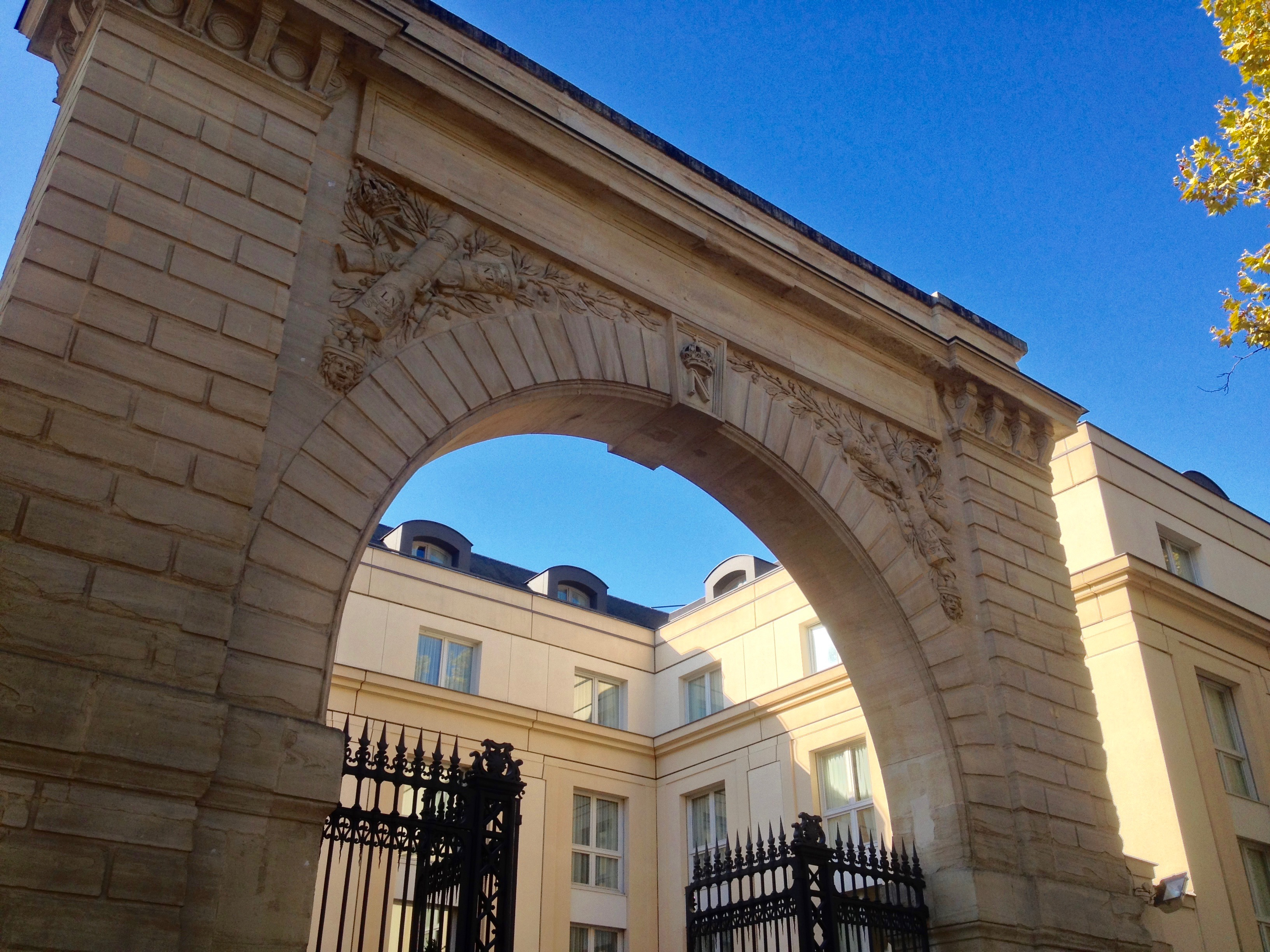
le grand portail de la caserne
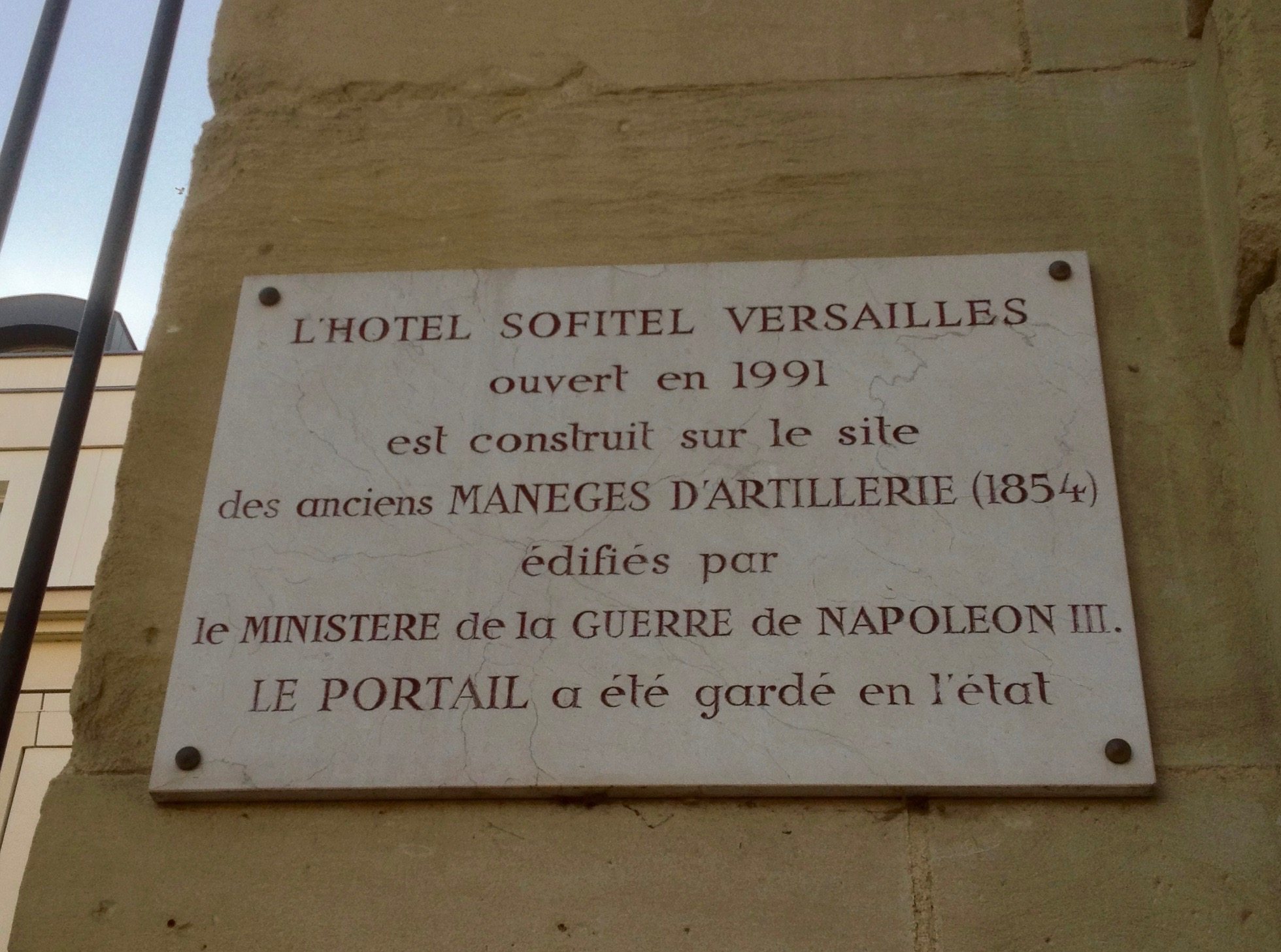
la plaque d'information sur le grand portail
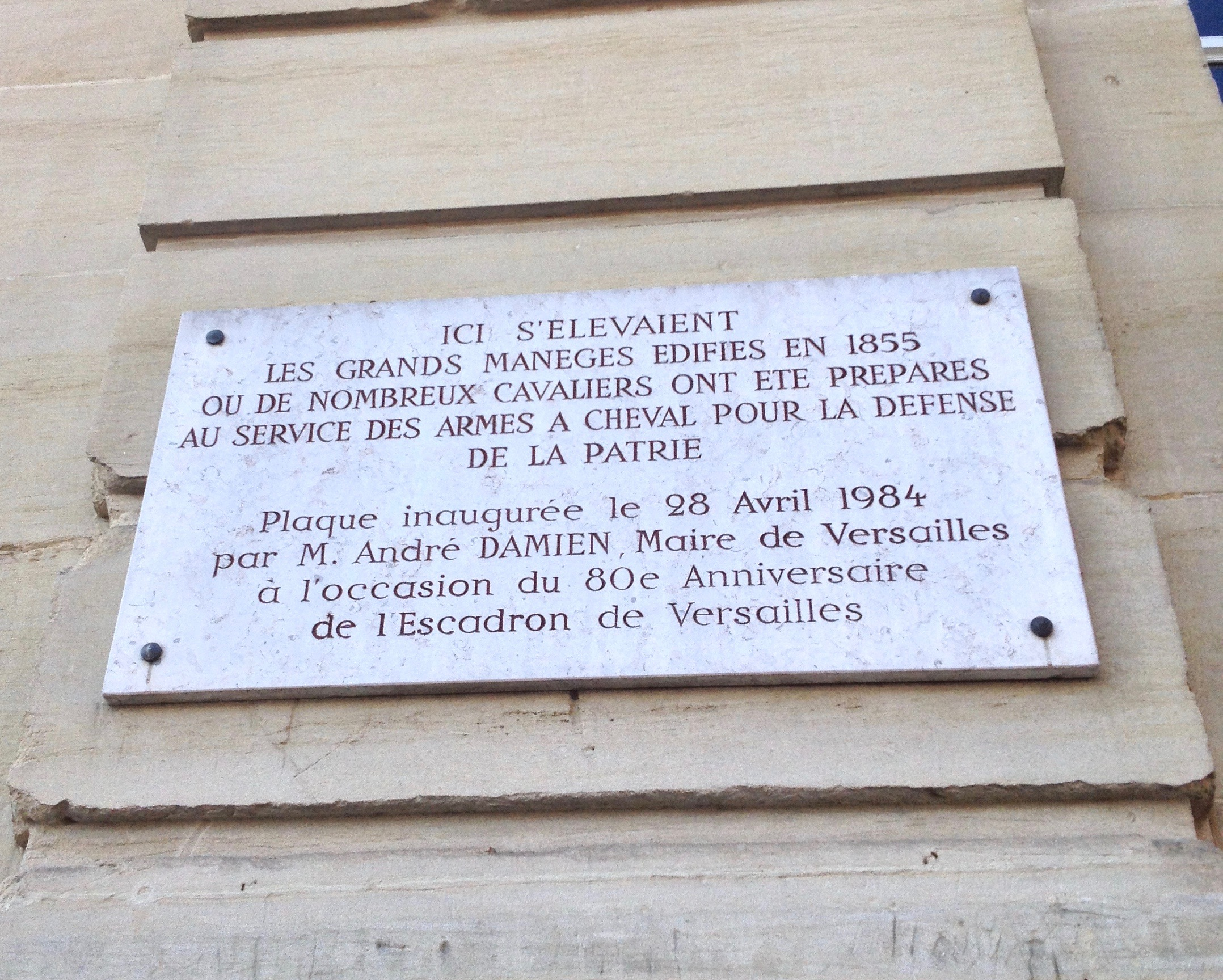
la plaque sur le portail des manèges
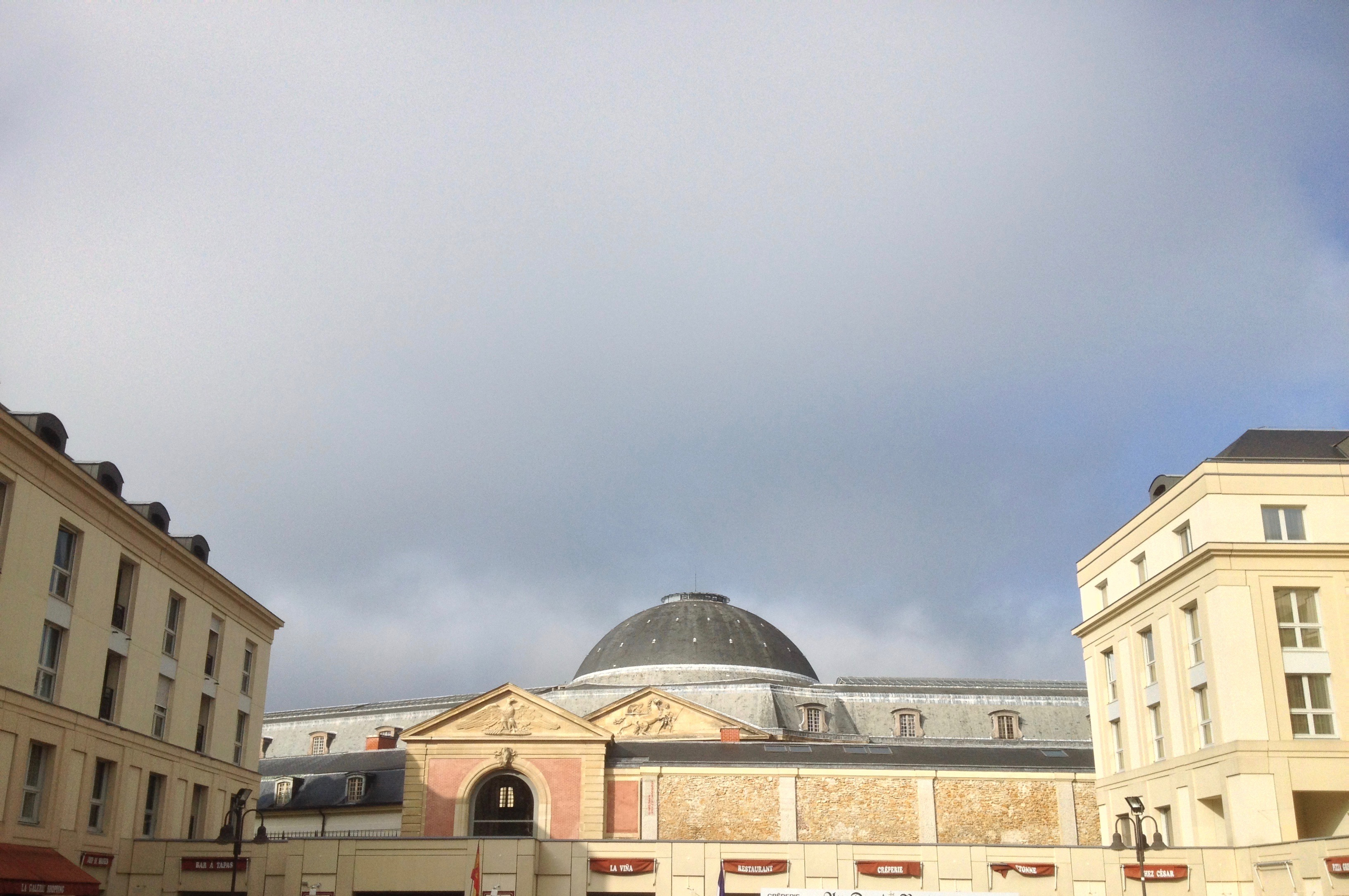
la Maréchalerie vue de l'avenue du Général de Gaulle